# Zineb El Rhazoui
Zineb El Rhazoui är en fransk-marockansk journalist, islamkritiker, människorättsaktivist och författare som arbetat på franska satirmagasinet Charlie Hebdo. Hon innehar dubbelt medborgarskap, franskt och marockanskt. Hon växte upp i Casablanca, och därefter läste hon en masters-utbildning i sociologi på universitetet EHESS i Paris. Därefter arbetade hon med att lära ut arabiska vid French University in Egypt i Kairo. År 2007 återvände hon till Marocko där hon påbörjade en anställning som journalist på Le Journal Hebdomadaire. Hon skrev om religion och sökte upp ateister som gått under jorden.
El Rhazhoui grundande år 2009 i Marocko tillsammans med en väninna organisationen Mouvement alternatif pour les libertés individuelles (MALI), den organiserade bland annat en picknick för att protestera mot förbudet att äta under dagtid under Ramadan. Hon deltog som aktivist i Arabiska Våren år 2011 och arresterades flera gånger i Marocko. Le Journal Hebdomadaire stängdes några år senare av myndigheter och ingen annan tidning ville anställa henne i Marocko så hon sökte sig till Frankrike där hon fick anställning på Charlie Hebdo. El Rhazoui befann sig inte på Charlie Hebdos redaktion när islamiska terrorister mördade flera av hennes kollegor på tidningen, men reste ifrån Marocko för att deltaga på deras begravning. El Rhazoui fick själv mottaga tusentals dödshot av muslimer på sociala medier, bland annat Twitter. På grund av dessa hot levde hon på hemlig adress med livvakter.
I juni 2015 deltog hon som talare på konferensen Oslo Freedom Forum. I september 2016 slutade hon på Charlie Hebdo eftersom publikationen tonat ner sin satir av islam. El Rhazoui menar att attacken på Charlie Hebdo inte var ett undantag utfört av några få radikaler utan konstaterade att satirteckningar i pressen är förbjudna i alla muslimska länder.